# Megalocolus erythronotus
Megalocolus erythronotus är en stekelart som först beskrevs av Cameron 1908.  Megalocolus erythronotus ingår i släktet Megalocolus och familjen bredlårsteklar. Inga underarter finns listade i Catalogue of Life.